# Charles Ducal
Charles Ducal, né Frans Dumortier le 3 avril 1952 à Louvain, est un poète et écrivain belge de langue néerlandaise originaire du Brabant flamand.
Certaines de ses œuvres ont été incluses dans différentes anthologies. Il a aussi écrit quantité d'essais littéraires et politiques dans divers journaux et revues. Il a travaillé comme professeur de néerlandais au collège Saint-Albert à Heverlee jusqu'à sa retraite en 2013. En janvier 2014, il est nommé poète national pour une durée de deux ans.

## Vie et œuvre
Charles Ducal est issu d'une famille d'agriculteurs. Après ses études secondaires au collège Saint-Joseph d'Overijse, il étudie la philologie germanique à la KUL, où il est actif au sein du mouvement estudiantin de gauche et sympathisant du parti d'extrême-gauche maoïste AMADA, précurseur du PTB.
Il fait ses débuts en tant qu'auteur en 1987 avec Het huwelijk, un recueil poétique qui frappe par son ton cynique, sa forme fixe et ses références bibliques. La même année, il publie avec Erik Spinoy, Bernard Dewulf et Dirk Van Bastelaere le fameux recueil Twist Met Ons. Entre 1987 et 1998, paraissent De hertog en ik, Moedertaal et Naar de aarde : le conflit entre l'imagination et la réalité y est central. Un grand nombre de poèmes ont pour sujet la jeunesse à la campagne, les relations entre les hommes et les femmes, ou l'écriture elle-même.
En 1992, Ducal publie le recueil de nouvelles semi-biographiques De meesterknecht, le portrait ironique d'un activiste politique et écrivain débutant. Il écrit en 1993 avec Kamiel Vanhole Over de voorrang van rechts, un livre épistolaire sur la démocratie et le racisme où il adopte un point de vue clair contre la montée de l'extrême-droite.
En 1994, il part en Irak et collabore à 'Rendez-vous in Bagdad', un livre qui décrit l'embargo contre l'Irak après la première guerre du Golfe et une critique de la diabolisation du dictateur irakien.
Après une longue période de silence, Charles Ducal fait un retour en 2006 avec In inkt gewassen, un recueil poétique où le monde hors de la sphère personnelle prend une plus grande place. Cette tendance s'intensifie en 2009 dans le recueil Toegedekt met een liedje. Toujours en 2009, il contribue, avec le cycle poétique Na Auschwitz, au livre Gaza. Geschiedenis van de Palestijnse tragedie (Lucas Catherine et Charles Ducal). En 2010, il écrit l'essai Alle poëzie dateert van vandaag, un plaidoyer visant à encourager la lecture de la poésie grâce à l'enseignement. En 2012, ses six premiers recueils poétiques sont rassemblés sous le titre Alsof ik er haast ben. En 2014, un nouveau recueil est publié, 'De buitendeur'.
En 2014 et 2015, il est Poète National de la Belgique.

## Distinctions
Charles Ducal a reçu en 1991 le prix du Vlaamse Gids et le prix Lucy B. et C.W. van der Hoogt pour De Hertog en ik. Il a obtenu en 1997 pour Moedertaal le prix de Littérature des Provinces flamandes et le prix quinquennal Guido Gezelle de l'Académie royale de langue et de littérature néerlandaise.
En 2007, il est le premier lauréat du prix Herman de Coninck pour In inkt gewassen. En 2009, le prix Melopee lui a été attribué pour le poème Onvoorbereid qui, selon le jury, est le poème le plus réussi parmi tous ceux publiés en 2008 dans les revues flamandes. En 2010 enfin, le prix triennal Karel van de Woestijne lui est décerné pour Toegedekt met een liedje.

## Œuvres

### Poésie
- 1987 - Het huwelijk
- 1989 - De hertog en ik
- 1994 - Moedertaal
- 1998 - Naar de aarde
- 2006 - In inkt gewassen
- 2009 - Toegedekt met een liedje
- 2012 - Alsof ik er haast ben
- 2014 - De buitendeur'

### Prose
- 1992 - De meesterknecht (nouvelles)
- 1993 - Over de voorrang van rechts (livre épistolaire)
- 2010 - Alle poëzie dateert van vandaag (essai)